# يارم قية سفلي
يارم‌ قية سفلي هي قرية في مقاطعة ماكو، إيران. عدد سكان هذه القرية هو 573 في سنة 2006.